# Crinum bambusetum
Crinum bambusetum là một loài thực vật có hoa trong họ Amaryllidaceae. Loài này được Nordal & Sebsebe mô tả khoa học đầu tiên năm 2002.